# Christophe de Klinglin
Christophe de Klinglin (1690-1769) fut pendant plus de vingt ans Premier Président du Conseil Souverain d’Alsace. Il dirigea cette institution de manière despotique et entacha sa réputation par ses intrigues et sa partialité. En 1754, il présida la chambre qui condamna un innocent, Hirtzel Lévy, à périr sur la roue. En 1765, il s’opposa à l’enregistrement de l’Edit prononçant la dissolution de l’ordre des Jésuites, s’aliénant le reste du Conseil.

## Biographie

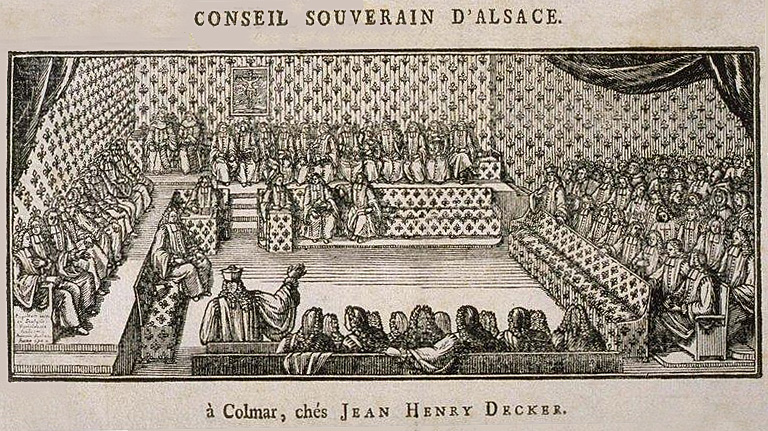
Le Conseil souverain d'Alsace à Colmar

Christophe de Klinglin est né à Strasbourg le 3 septembre 1690, dans l’une des familles les plus puissantes d’Alsace. Il est le fils de Jean-Baptiste Klinglin et de Dorothée de Gunther. Son père était préteur royal de Strasbourg, soit le premier personnage de la ville, charge dont héritera son frère aîné, François-Joseph Klinglin, puis son neveu, François-Christophe. 
Le 15 septembre 1715 il épouse à Hirsingue Marie-Anne de Montjoie.
Il est reçu le 10 novembre 1719 second président du Conseil Souverain d’Alsace, siégeant à Colmar. Dans cette charge, où l’on se succède de père en fils ou d’oncle à neveu, il est vite remarqué pour « son orgueil et sa pétulance ». Six enfants naissent, qu’il faut élever selon leur rang. Klinglin fait intervenir des appuis puissants à Versailles pour obtenir une augmentation de sa pension. En 1735, toujours assoiffé d’honneur, il monte une cabale contre le premier président, Nicolas de Corberon, dans l’espoir de prendre sa place. Il finira par y parvenir le 15 juillet 1747.
En 1748, dans une affaire de droit de chasse qui oppose devant le Conseil Souverain le Préteur Royal de Strasbourg aux bourgeois 
d'Illkirch, il rend un arrêt en faveur du premier qui n'est autre que son propre frère ; son impartialité est mise en cause.
Entre 1752 et 1754, le vent tourne pour les Klinglin. La famille la plus puissante d’Alsace est dans la tourmente. François-Joseph, frère de Christophe, le munificent Préteur Royal de Strasbourg est arrêté et envoyé en forteresse pour détournement de fonds publics. Il meurt en détention en 1753. Son fils lui succède brièvement, par « survivance », dans la charge de Préteur Royal. Il est lui même arrêté et accusé de concussions. Il crie au complot et, dans un mémoire-réquisitoire violemment antijudaïque, attaque ses dénonciateurs, deux financiers juifs, Raphael et Michel Lévy. Christophe de Klinglin prend parti pour son neveu. Le procès est instruit et jugé devant le Parlement de Grenoble qui décharge le neveu des accusations portées contre lui, ce qui ne l'empêchera pas d'être enfermé pendant quatre ans au château-prison de Pierre Scise. L’affaire aura laissé des traces à Colmar où la position de Christophe de Klinglin est fragilisée. Elle avive le ressentiment du Premier Président contre les juifs.
Voltaire qui, à cette époque, passe 13 mois à Colmar,  fréquente assidument Christophe de Klinglin, car l’écrivain courtise l’amitié de sa sœur , Mme de Lutzelbourg, amie de Mme de Pompadour dont il espère son retour en grâce auprès du Roi. Le Premier Président ouvrira à Voltaire sa bibliothèque et celle du Conseil Souverain, lui permettant de collecter les informations nécessaires à l’achèvement de ses Annales de l’Empire.

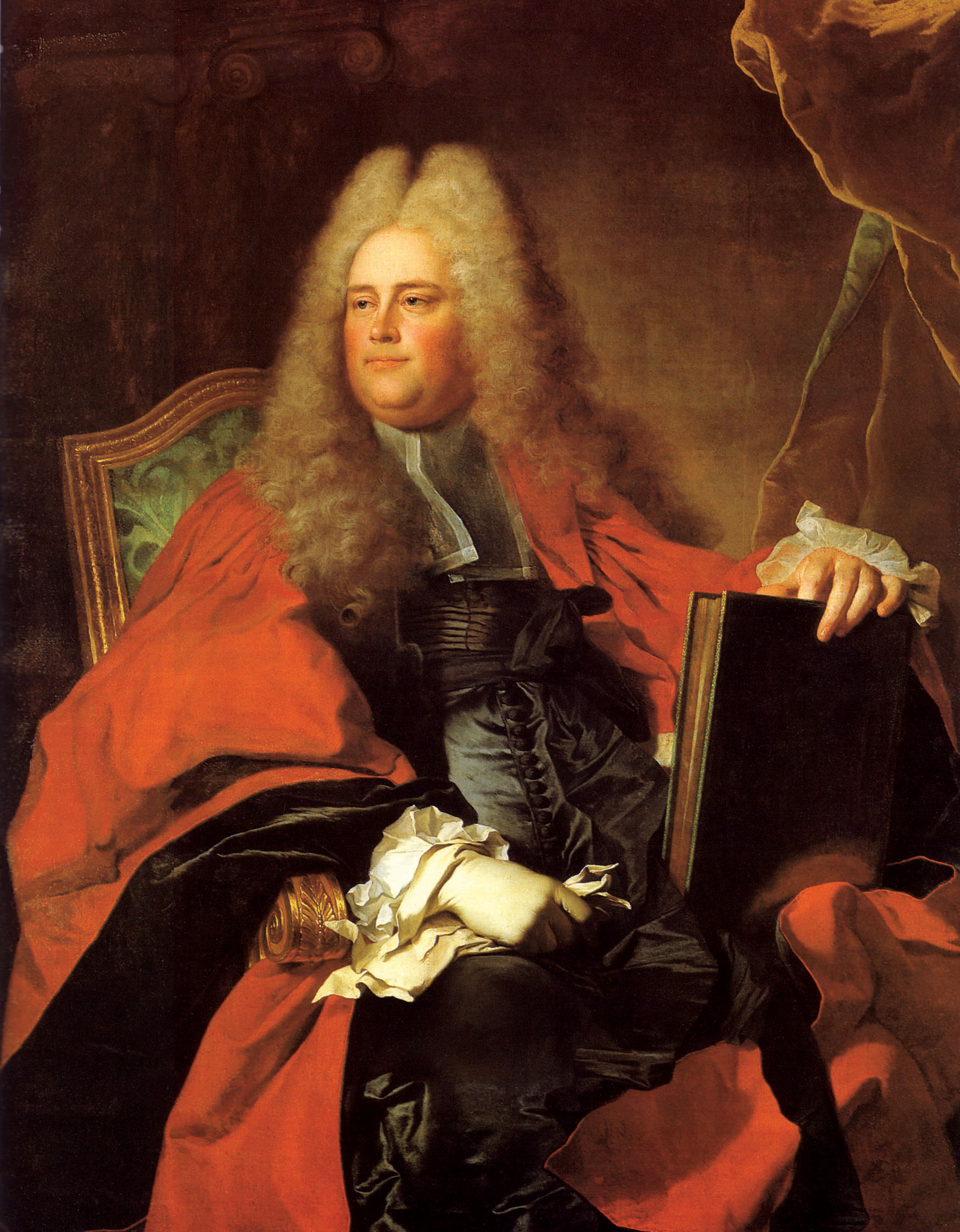
Guillaume de Lamoignon de Blancmesnil, par Hyacinthe Rigaud, 1716. Collection privée. Il signa le 16 juin 1755 l’arrêt de révision qui désavoua le Conseil Souverain d’Alsace et son président dans l’affaire Hirtzel Lévy

Le 30 décembre 1754, Christophe de Klinglin préside la première chambre du Conseil Supérieur d’Alsace, qui après un procès en appel expéditif et sans l’admettre à la preuve de son alibi, condamne à la roue le marchand juif Hirtzel Lévy, poursuivi pour vol en réunion. L'homme est rompu vif à Colmar le lendemain, 31 décembre 1754. L’arrêt sera cassé par le Conseil Privé du Roi à Versailles et l’innocence du condamné reconnue par le Parlement de Metz. Pour cette erreur judiciaire dont l’antijudaïsme a été le moteur, le Conseil Souverain « ne recevra jamais la moindre flétrissure ». Le Président n’aura jamais non plus à en répondre.
En 1762, son beau-frère, Simon Nicolas de Montjoie, est élu Prince Évêque de Bâle. Dès lors Christophe de Klinglin n’aura de cesse de faire avancer la carrière de son fils, l’abbé Joseph Ignace de Klinglin, dans l’espoir de le faire nommer vicaire général. Malgré toutes sortes de pressions et d’intrigues, il n’y parviendra pas.
En 1765, il s’oppose à l’enregistrement de l’Édit qui dissout l’ordre des Jésuites. Il en résulte une guerre ouverte avec le second président, M. de Salomon et le reste du Conseil. Jean d’Aigrefeuille, contrôleur général des domaines et forêts d’Alsace écrit : « Les désagréments qu’essuiera le premier président viennent de la hauteur et du despotisme dont il voulait continuer à user et de son entêtement dans l’esprit jésuitique ». Espérant prendre sa place, le second président de Salomon le dénonce à Choiseul et Maupéou. Ce dernier écrit à Klinglin « quant au brevet de Conseiller d’État que vous désirez obtenir je crois qu’il est convenable pour vous-même de ne pas insister… »
Isolé, muré dans sa morgue et son attitude tyrannique, Klinglin est depuis longtemps l’objet de la détestation de ses pairs. Une paix armée s’instaure entre lui et le reste du Conseil, mais personne ne semble y croire car « l’esprit de conciliation et d’aménité n’entre point dans le caractère despotique du premier président qui, croyant ne jamais errer est dans l’idée que sa compagnie a toujours tort quand elle ne pense pas comme lui". 
Mais, malgré la maladie, Christophe de Klinglin s’accrochera à son poste de Premier Président du Conseil Souverain d’Alsace, dont il ne démissionnera qu’en 1768, à l’âge de 78 ans, pour se retirer dans son château d’Oberhergheim, où il meurt le 3 août 1769.